# Font-romeu, Odelló i Vià
Font-romeu, Odelló i Vià (en francès Font-Romeu-Odeillo-Via) és una comuna catalana, a la comarca de la Cerdanya. Administrativament, pertany a l'Estat francès. Fins al 1957, era denominada simplement Odelló i Vià.
La comuna està formada per dos pobles tradicionals, Odelló i Vià, i l'antic santuari de Santa Maria de Font-romeu, l'Ermitatge, a prop del qual s'ha format el nou vilatge de Font-romeu, sobretot a partir del desenvolupament dels esports hivernals i de muntanya de l'Estació d'esquí de Font-romeu. Inicialment, eren dues comunes diferenciades, Odelló i Vià; el 1822 Vià fou unit a Odelló, sota el nom d'aquest poble, fins que l'any 1900 se'n canvià el nom pel d'Odelló i Vià. Posteriorment, el 1957, en haver pres molta importància el nucli de Font-romeu, pertanyent a la vella comuna d'Odelló, s'afegí el nom d'aquest nou vilatge, que havia esdevingut el més important de la comuna.

## Etimologia
L'etimologia de cadascun dels pobles que la formen està tractada en l'apartat corresponent dels articles de Font-romeu, Odelló i Vià. Odelló era conegut com a Hodelloni, i Vià, com a Aviziano a l'Acta de Consagració de la Catedral de la Seu d'Urgell, el 839 (tot i que recents estudis sobre aquesta Acta la situen vers el 1010, i no al 839).

## Geografia

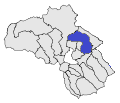
Font-romeu, Odelló i Vià a l'Alta Cerdanya

### Localització i característiques generals del terme
El terme comunal de Font-romeu, Odelló i Vià, de 296.000 hectàrees d'extensió, és situat al nord-est de la zona central de la comarca de l'Alta Cerdanya. És totalment envoltat d'altres termes cerdans, tot i que queda molt a prop del Conflent i també del Capcir.
Més de la tercera part de la comuna, situada al nord, forma part del pla de la Calma, a més de 2.000 metres d'altitud, amb el cim culminant en el Roc de la Calma, de 2.213,7 m alt. El vessant nord-est d'aquest pla pertany a la vall del Riu d'Angostrina, el nord-oest a la Tet] i el meridional al Rec de l'Angust, afluent del Segre, com el Riu d'Angostrina. Per tant, el massís de la Calma forma part del trencant d'aigües entre el Segre i la Tet. Els tres pobles de la comuna són en el vessant sud-est del massís, amb el santuari de l'Ermitatge a 1.832,8 m alt, Font-romeu a 1.750, Odelló a 1.588, i Vià a 1.510. El punt de menys altitud del terme és la llera de l'Angust, al sud-oest del terme, prop del termenal amb Estavar i Èguet, que es troba a 1.318,6 m alt. L'únic termenal ben definit geogràficament és el que marca el Riu d'Angostrina; la resta, discorre per vessants de muntanya i carenes secundàries, de manera que en molt trams esdevé arbitrari.
El terme comunal de Font-romeu, Odelló i Vià està inclòs en el Parc Natural Regional del Pirineu Català.
Termes municipals limítrofs:
| Angostrina i Vilanova de les Escaldes / Targasona |           | Bolquera |
| Èguet                                             |           |          |
| Estavar                                           | Sallagosa | Eina     |

.
El terme comunal de Font-Romeu, Odelló i Vià està inclòs en el Parc Natural Regional del Pirineu Català.

### Antic terme d'Odelló
Més de les dues terceres parts septentrionals de l'actual terme de Font-romeu, Odelló i Vià pertanyien a l'antic terme d'Odelló, que comprenia, antigament, un únic poble, Odelló, i un santuari, Santa Maria de Font-romeu, popularment conegut com a l'Ermitatge. Fins als darrers anys del segle xix, el poble de Font-romeu no existia.

#### El poble d'Odelló

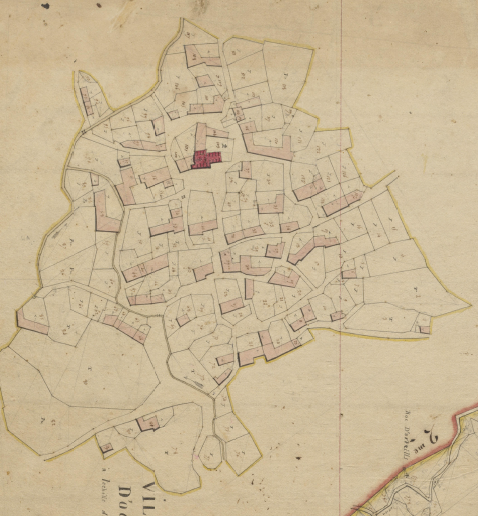
Odelló en el Cadastre Napoleònic del 1812 (Arxius Departamentals dels Pirineus Orientals, ADPO)

El poble d'Odelló és a l'extrem meridional del seu antic terme comunal, molt ampli. És un poble agrupat, sense arribar a formar un clos urbà, a l'entorn de l'església parroquial de Sant Martí d'Odelló, que actualment exerceix de cap eclesiàstic de la comuna (tot i que els preveres que en tenen cura viuen a Font-romeu, a la Rectoria ''les Torres''), i a l'hivern s'hi guarda la imatge romànica de la Mare de Déu de Font-romeu. També s'hi conserva la imatge, també romànica, de la Mare de Déu d'Odelló.

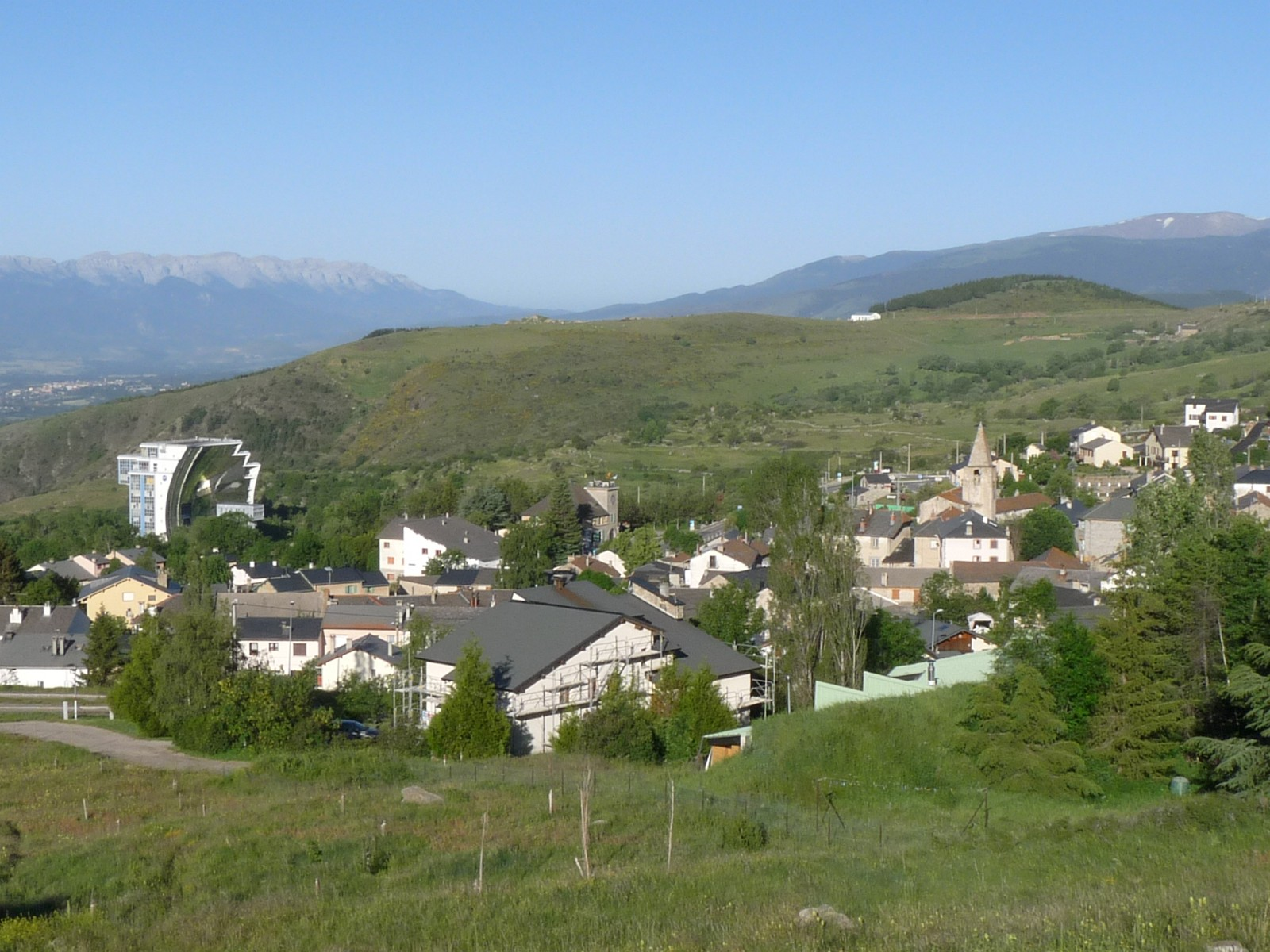
Vista general d'Odelló

Les condicions climàtiques d'Odelló han fet que el Centre National de la Recherche francès hi hagi instal·lat d'una banda el Laboratori d'Energia Solar, al Forn solar d'Odelló, amb el Laboratori d'Energia Solar i de l'altra el Centre de Recerca Astronòmica de l'observatori de París. Així mateix, es troben en els entorns del poble el Centre d'assaigs d'Odelló, de l'Establiment Tècnic Central de l'Armament i el Centre Mèdic d'Observació Bioclimàtica.

#### L'Ermitatge

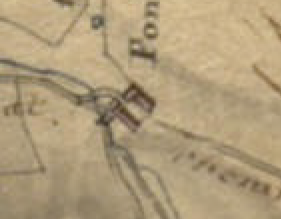
Font-romeu en el Cadastre Napoleònic del 1812 (ADPO)

El santuari de Santa Maria de Font-romeu, l'Ermitatge, era l'única construcció permanent en el sector nord del terme d'Odelló, a 1.816,5 metres d'altitud en el vessant meridional del Roc de la Calma. Es tracta d'un petit grup d'edificis que es crearen a partir d'un petit ermitatge, d'on el nom, convertit en santuari.
En el Cadastre napoleònic del 1812 hi apareix aproximadament amb la mateixa planta actual, però en un gran espai buit a l'entorn, el que correspon avui dia al poble de Font-romeu, on no apareix cap construcció més. El santuari era un lloc de pas i estació dels pelegrins del Camí de Sant Jaume.

#### Font-romeu

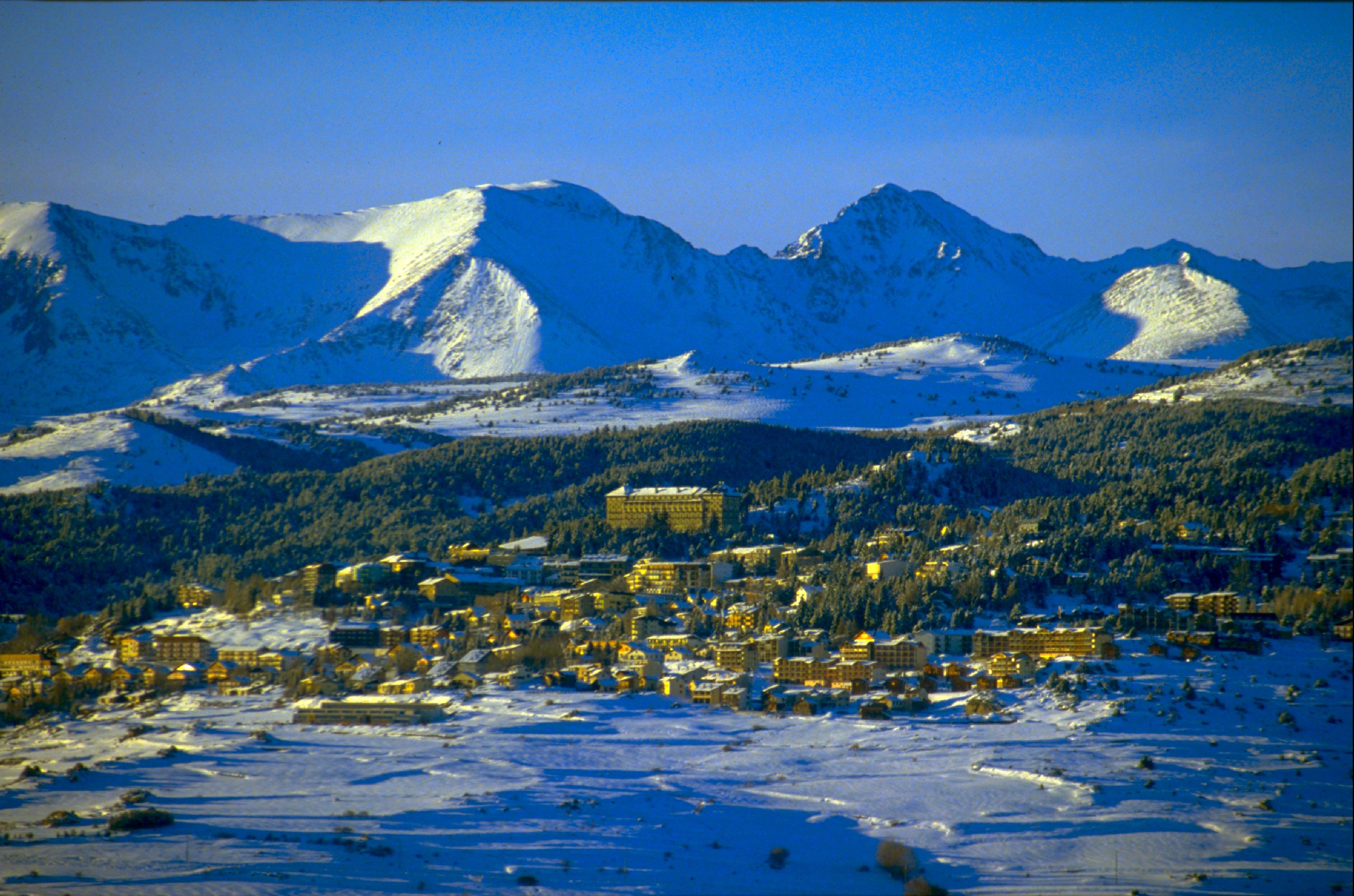
Font-romeu, a l'hivern

El poble de Font-romeu és a prop al sud-oest de la zona central de la comuna, en el vessant del Roc de la Calma i a prop al sud-est del santuari de l'Ermitatge de Font-romeu. En un origen, a principis del segle xx, la seva denominació fou els Xalets d'Odelló. Els primers xalets daten del 1903. El 1920 s'obria Font-romeu a la pràctica de l'esquí i el 1937 es construïen els primers remuntadors mecànics. La postguerra, a partir del 1945, va viure la popularització de Font-romeu com a estació d'esports d'hivern i d'estiu, a més d'important centre pel seu valor climàtic.

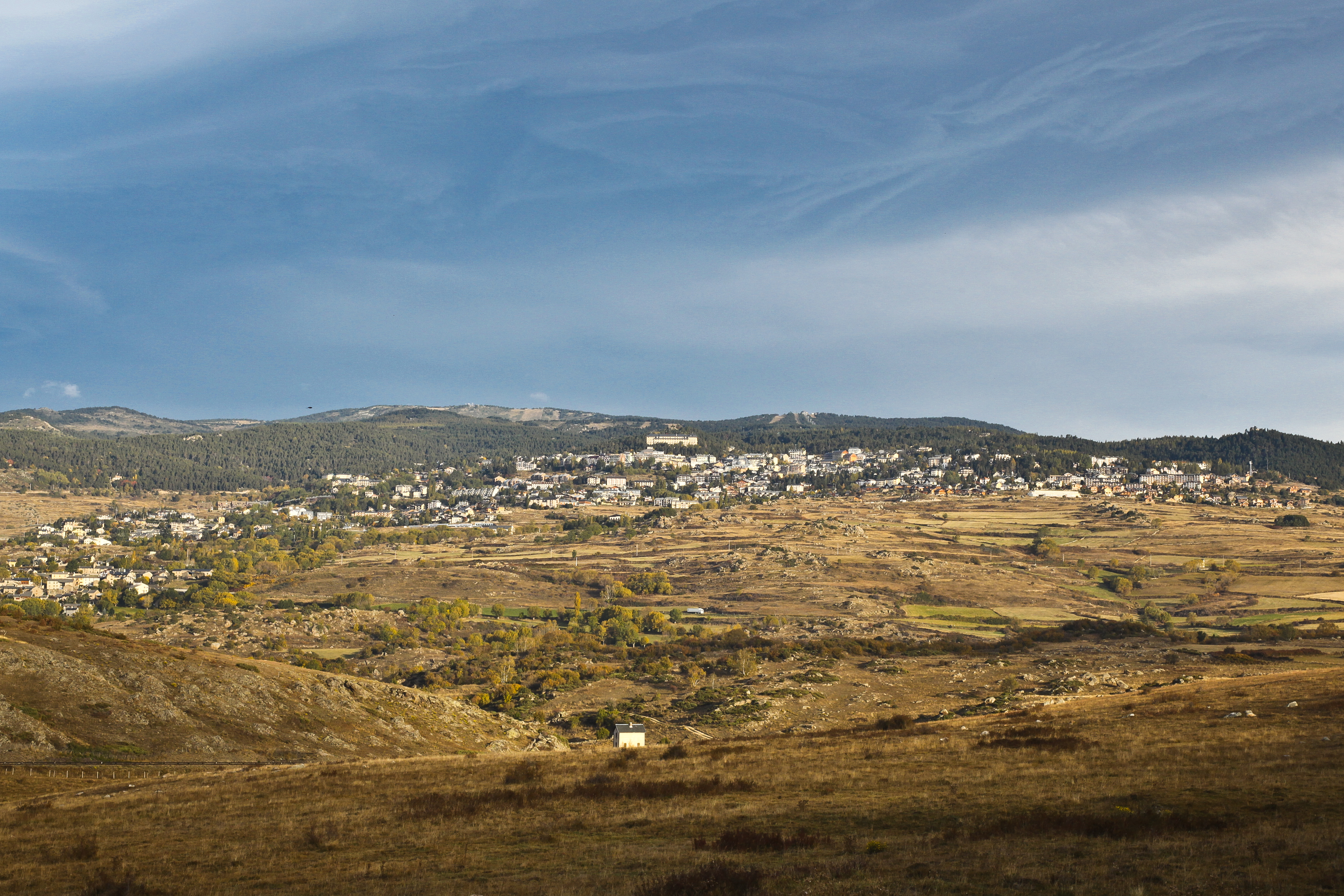
La gran extensió de Font-romeu

Actual centre administratiu de la comuna, Font-romeu és un nucli de població que té poc més de cent anys. Es formà a partir del desenvolupament dels esports d'hivern i d'estiu relacionats amb la muntanya i l'oci estiuenc. Un edifici clau a la història del poble fou el Gran Hotel de Font-romeu, construït entre el 1911 i el 1914 per iniciativa de la Société des Chemins de Fer et Hôtels de Montagne aux Pyrénées. Fou el punt de partida del turisme a Font-romeu, que va permetre la creació d'un poble principalment de cases aïllades, xalets, que va permetre acollir les persones atretes per l'atractiu de la muntanya cerdana. Encara avui dia, modernament convertit en bloc d'apartaments, el Gran Hotel corona el poble i n'és un inequívoc distintiu.
A Font-romeu hi ha el Presbiteri ''les Torres'', amb culte catòlic diari, que, a més de ser la rectoria del poble, exerceix d'església oberta als fidels de Font-romeu durant tot l'any. També hi ha, bastant a prop, l'Església de Crist Rei de Font-romeu, que només obre els mesos d'estiu.

#### Estació d'esquí de Font-romeu
L'Estació d'esquí de Font-romeu és una de les més antigues dels Pirineus. Ocupa pràcticament tot el nord de la comuna. Està molt ben dotada, i compta amb un renom considerable. Està unida amb la de Pirineus 2000, del terme de Bolquera, amb la qual comparteixen algunes pistes i mitjans de transport. En total, sumen 111 km de pistes i 23 remuntaddors. Posseeix més de 500 canons de neu, tres espais per a trineus i altres per a noves modalitats d'esports hivernals.
Al nord-oest de Font-romeu, a les Airelles, a mitjana dècada dels 60, del segle xx, es va construir la Ciutat preolímpica, per tal de preparar els participants francesos en els Jocs Olímpics de Mèxic, que se celebraven a la ciutat de Mèxic, i calia organitzar una bona preparació en altitud. Ciutat de Mèxic és a 2.300 m alt, i el lloc de les Airelles, a 1.940. Alhora, s'hi construïa el Liceu Climàtic i Esportiu Pierre de Coubertin, que acull alumnes de tota la Catalunya del Nord i de la resta de l'estat francès, que hi assisteixen per motius esportius o de salut.

### Antic terme de Vià
El terme comunal de Vià, fins al 1822 independent, ocupava el terç inferior i meridional de l'actual terme de Font-romeu, Odelló i Vià. Comprenia el poble de Vià i l'hospital i capella de Sant Vicenç de Portolers.

#### El poble de Vià

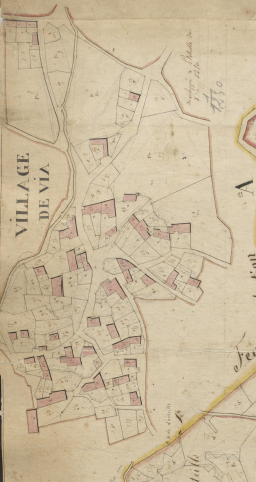
Vià en el Cadastre Napoleònic del 1812 (ADPO)

El poble de Vià és l'únic dels tres pobles de la comuna que no ha sofert un creixement espectacular en els darrers cinquanta anys. És un grup de cases agrupat, però no compacte, situat uns 200 metres al sud-est de l'església, antigament parroquial, de Santa Coloma de Vià, originalment romànica, dels segles xii i xiii, que té el cementiri en el seu costat de migdia. El poble queda quasi del tot envoltat per les vies del ferrocarril, que en aquest espai fa diversos revolts tancats per tal d'anar guanyant alçada. Hi havia hagut en el lloc el Castell de Vià.
És al centre del terç meridional de la comuna, a prop al sud-est d'Odelló i proper al Coll de la Perxa.

#### Sant Vicenç de Portolers

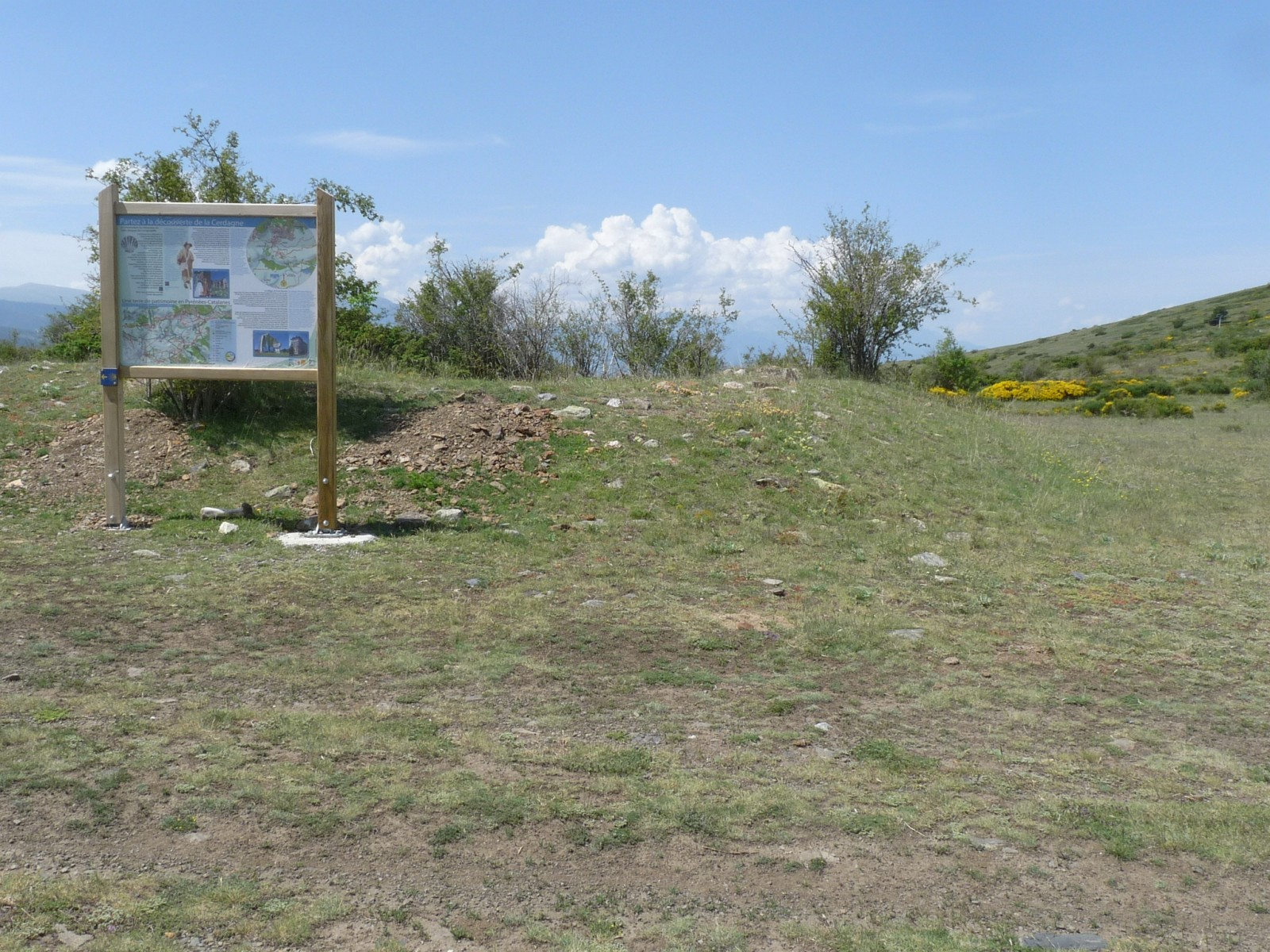
Lloc on són les restes de la capella i de l'hospital

Sant Vicenç de Portolers era una capella i hospital de peregrins existent a l'antic terme de Vià, situada al sud-est del poble, prop del límit amb Sallagosa. En queden poques restes, però s'hi pot reconèixer bé la planta de la capella.

#### Els masos del terme
El desenvolupament de l'hàbitat a la comuna de Font-romeu, Odelló i Vià ha fet que no restin masos, pròpiament dits, en el terme comunal. Les construccions aïllades que cal tenir en compte són algunes barraques, com la de la Collada, la de la Jaça d'Amunt i la dels Claus, la Casa Cantonyera, les Cases Solars Trombe - Michel, el Centre Eqüestre, el Corral de les Vaques, la Gara (l'Estació de Font-romeu, Odelló i Vià), el Gran Hotel de Font-romeu, la Mesoneta del Camí de Sallagosa, la Mesoneta del Camí d'Odelló i el desaparegut Molí de Vià, a més de tota una sèrie d'edificis d'usos científics, educatius o sanitaris: el Camp de miralls del Forn solar d'Odelló, el Centre d'Assaig de l'Armament, el Departament d'Esports de la Universitat de Perpinyà, el Forn Solar d'Odelló, el Laboratori d'Energia solar d'Odelló, el Liceu climàtic i esportiu Pierre de Coubertin i el Sanatori Casa de Salut. Hi ha dos ponts, en el terme: el Pont de Bou i el Pont dels Empedrats, dos refugis de muntanya: el Refugi de la Calma i el dels Fornells, i tot un seguit de remuntadors de l'estació d'esquí (dos telecabines, el de la Calma Nord i el de les Airelles, vuit telecadires, el de la Calma Nord, el de l'Altiport, el de la Nord, el de la Pradella, el de la Solana, el de les Airelles, el dels Avellans i el del Belvedere i set telesquís, el de la Calma, el de la Gallinera, el de la Gallinera Est, el de les Perdius, el dels Clots, el de Llevant i el del Refugi). D'edificis de caràcter religiós, s'hi troben l'Ermitatge, les dues esglésies (Sant Martí d'Odelló i Santa Coloma de Vià), l'Oratori del Camí d'Odelló a l'Ermitatge i el Calvari de Font-romeu, del Pedró o de la Miranda, a part dels cementiris: el Nou i el Vell d'Odelló i el de Vià i de les ruïnes de la capella i antic hospital de pelegrins de Sant Vicenç de Portolers.

### Hidrònims

#### Cursos d'aigua
Els principals cursos d'aigua del terme comunal de Font-romeu, Odelló i Vià són bàsicament dos: a l'extrem nord-oest del terme, el Riu d'Angostrina; al del sud-est, el Rec de l'Angust. El primer defineix tot el límit nord-occidental de la comuna, al límit amb Angostrina i Vilanova de les Escaldes, en el vessant nord-oest del Roc de la Calma, i no rep cap afluent rellevant que vingui del terme de Font-romeu, Odelló i Vià.
El curs d'aigua que vertebra realment el terme comunal és el Rec de l'Angust. Discorre pel sud de la comuna, formant la vall que la tanca pel costat de migdia, però en el seu pas pel terme rep les aigües dels vessants meridionals del Roc de la Calma. L'Angust es forma, precisament, prop del límit sud-oriental de la comuna, a Pont de Bou, prop d'on hi ha la Cista de Roca Flavià, que és el punt de trobada del Rec de Bolqueres, que prové del terme d'aquest nom, al nord-est, amb el riu o ribera d'Eina, anomenat també Ebre, que ve del terme d'aquest altre nom, a l'est-sud-est. En el seu pas pel terme de Font-romeu, Odelló i Vià (antic terme de Vià, sobretot), l'Angust rep les aigües del Rec de Ricaut, per la dreta, molt poc després de Pont de Bou, més tard, encara per la dreta, el Rec de Comes Baixes i, ara per l'esquerra, el Rec de Galamany i tot seguit el de Sant Vicenç, tot seguit per la dreta el Rec de les Closes, i, ja cap a la zona més occidental del terme, el Rec de les Canaletes.
D'altra banda, al sector nord-oest del terme s'originen alguns torrents del vessant sud del Roc de la Calma que neixen en el terme de Font-romeu, Odelló i Vià, però de seguida deriven cap al terme d'Èguet: el Rec de Ribals, amb el de l'Arca, i el Rec dels Clots, amb el de la Collada. Més a llevant, i en part fent de límit entre aquestes dues comunes, hi ha el Rec de les Carboneres, anomenat Rec dels Claus en la seva part superior. Aquest rec acaba entrant del tot en el terme de Font-romeu, Odelló i Vià, i discorre a ponent d'Odelló; al sud d'aquest poble aflueix en el Rec de l'Angust. Més a llevant seu, de forma aproximadament paral·lela, davalla el Rec de Vià, que a la part superior rep el Rec de la Font del Coll del Pam. Quan aquest torrent arriba al nucli urbà de Font-romeu, queda en part soterrat pel nucli urbà, i en torna a sortir a llevant d'Odelló, travessa el nucli de Vià i, amb el nom de Rec de les Closes, s'aboca en l'Angust al sud de Vià. A l'est i sud-est d'aquest poble es troba un torrent curt, ja esmentat: el Rec de les Comes Baixes. A llevant del terme es troba el darrer dels torrents dignes d'esment: el Rec de Ricaut, que davalla des de la zona de les Boïgues, al nord-est de Font-romeu, fins a Pont de Bou, com ja s'ha dit anteriorment, recollint a mig camí el Rec de les Carboneres.

#### Estanys i molleres
D'estany, pròpiament, només hi ha l'Estany de la Pradella, però hi ha diverses zones de molleres. Les principals són l'existent al sud-oest de l'estany esmentat i la Mollera dels Clots.

#### Canals d'irrigació
Els canals d'irrigació presents en aquest terme són el Rec de Bajanda, en part el Rec de la Font del Coll del Pam, el de la Ribera d'Eina i el d'Odelló.

### Orònims

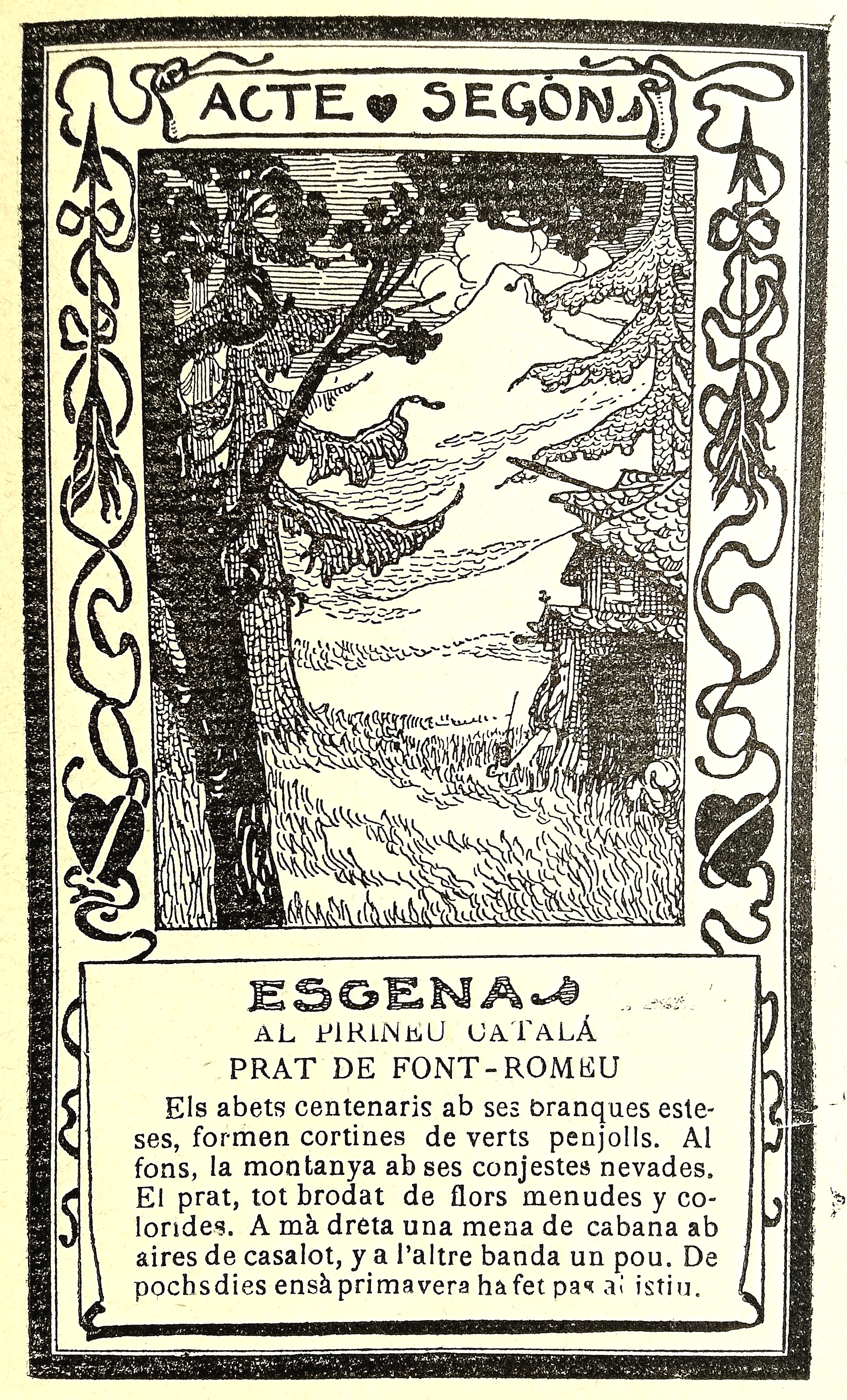
El prat de Font-romeu amb sa vegetació i paisatge és l'escena de bona part de l'obra de teatre Donzell qui cerca muller (follia amorosa) d'Adrià Gual publicada l'any 1910. L'acció té lloc a la Catalunya del segle xvii

Entre els espais geogràfics definits o que indiquen formes de relleu d'aquest terme, es poden trobar obagues: Bac d'Amunt, Bac de la Molina i Bac de Vià; boscs: Bosc Comunal de Font-romeu i Bosc Estatal de la Calma, oficialment denominat Bosc Estatal de Font-romeu; clots: el Clot de ala Nantilla i les Clotes; colls: la Collada, Coll de Fau, Coll de Formills, Coll de la Pradella, Coll del Calvari, Coll del Pam, la Portella de Font-romeu; comes: Coma de la Mateva, Coma de Mollet, Coma d'en Guitard, Coma d'Orri, la Comella, Comes Baixes; costes: Costa del Beç, Costa del Molí, Costa de Sant Vicenç; muntanyes: la Gallinera, el Pic dels Moros, el Roc de la Calma, la Tossa de n'Ambet, o de l'Ambet; planes: la Calma, el Pla de Font-romeu, el Pla d'Èguet, la Plana (dues de diferents), les Planes; roques específiques: la Roca de Barrut, la Roca de la Serp, la Roca d'en Bossa, Roca Flavià, Roc Blanc, el Roc, la Roca de Fornets, la Roca de la Canal, Roca Flavià, el Roc Blanc, el Roc d'Artells, el Roc de la Tossa de n'Ambet, o de l'Ambet, el Roc del Botàs de l'Esteve, el Roc del Coll de la Pradella, el Roc del Mal Consell, el Roc del Serrat de Cotiu, el Roc dels Lladres, el Roc de Piulars, el Roc de Santa Coloma, el Roc de Xerrac, el Roc Negre, el Roc Planer del Bac del Serrat dels Lladres i el Roc Planer d'en Callau; serres i serrats: la Serra, la Serra del Bac de Vià, la Serra dels Fornells, el Serrat Colomer, el Serat de la Collada, el Serrat de la Creu, el Serrat de l'Ós, el Serrat de Baroi, el Serrat del Cotiu, el Serrat dels Castellans, el Serrat dels Lladres, el Serrat del Tabac, el Serrat d'en Lloca, Serra Usclada, i solanes: el Solà, el Solà de la Calma, el Solà de Pont de Bou i el Solà de Ricaut.

### El terme comunal
Les partides o llocs específics del terme de Font-romeu, Odelló i Vià són les Airelles, l'Arca, els Artells, l'Avall, le Belvedère, les Boïgues, el Botàs de l'Esteve, Camp Barrat, o de la Roca d'en Barrut, el Camp de Golf, els Camps de la Mateva, els Camps de les Ombreres, els Camps de Pont de Bou, la Canal, les Canaletes, la Capelleta, les Carboneres, la Carrerada, el Castellar, el Castell dels Moros, les Closes, el Corral del Duc, el Corral de les Vaques, Cortilles, Cortmussol, les Deveses, o Deveses del Prat Nou, l'Ermitatge, l'Església de Vià, les Espones, les Feixes, la Font Blanca, els Fornells, Galamany, la Gallinera, la Jaça d'Amunt, Jus Cases, Llobins, Mata Rodona, Mollars, la Mollera dels Clots, l'Obac, Odelló, el Pedró, o la Miranda, la Peira Ficada, Piulars, Podrollats, Pont de Bou, el Pont dels Empedrats, Puig Amolat, Querella, els Querols, Regatells, Riat Bià, o Vià, Ricaut, la Roca de Barrut, la Roca d'en Bossa, Roca Flavià, el Roc Blanc, el Roc de la Calma, la Socarrada, la Tartera de Coma de Miró, Tarters, els Tarters del Coll del Pam, Torremanya, Tossa de n'Ambet, o de l'Ambet i Vià.

#### Senyals termenals
Els senyals termenals de la comuna de Font-romeu, Odelló i Vià són el Concagat, tres Creu sense nom individualitzat, la Creu de la Portella de Font Romeu, la Creu de la Serra de Fornells, la Creu de la Tartera de Coma de Miró, la Creu del Camp d'en Buscall, la Creu del Camp d'en Campí, la Creu del Capdamunt dels Corrals, la Creu del Capdavall del Pla d'Èguet, la Creu del Cim del Botàs de l'Esteve, la Creu del Cim del Mollet, la Creu del Clot de la Nantilla, la Creu del Colomer, la Creu del Comunal, la Creu de les Planes del Camp d'en Puig, la Creu de les Planes del Camp d'en Cerdà, la Creu del Pla de Font-romeu, la Creu del Pla dels Pasquerets, la Creu del Puig Petit, la Creu del Roc Blanc, la Creu del Serrat de les Fonts d'en Gabriel, la Creu del Serrat del Pla de la Creu, la Creu del Serrat de l'Ós, la Creu del Serrat dels Castellans, la Creu del Serrat del Tabac, la Peira Ficada, el Piló de la Serra del Bac de Vià, el Piló de Llobins, el Roc, la Roca de Fornets, la Roca de la Canal, Roca Flavià, el Roc Blanc, el Roc d'Artells, el Roc de la Tossa de n'Ambet, el Roc del Botàs de l'Esteve, el Roc del Coll de la Pradella, el Roc del Mal Consell, el Roc del Serrat de Cotiu, el Roc dels Lladres, el Roc de Piulars, el Roc de Santa Coloma, el Roc de Xerrac, el Roc Negre, el Roc Planer del Bac del Serrat dels Lladres i el Roc Planer d'en Callau.

## Transport i comunicacions

### Carreteres
Pel terme comunal de Font-romeu, Odelló i Vià passen fins a sis carreteres departamentals: la N - 116 (Perpinyà - la Guingueta d'Ix), la D - 10 (Dorres - N - 116, a Montlluís), la D - 10f (Font-romeu - Èguet), variant de l'anterior, la D - 29 (Eina - Odelló), la D - 618 (N - 116, a la Cabanassa - Ur), i dues carreteres locals a la zona de Font-romeu que des de la D - 618, prop de l'Ermitatge, menen una, la més oriental, al Coll del Pam, on hi ha diversos telesquís i telecadires, i l'altra, a la zona educativa situada al costat nord-oest del santuari de de Font-romeu.
La N - 116 trepitja un breu tram del sud-est del terme, a la zona de Vià, procedent del Coll de la Perxa i en marxa cap a Sallagosa. Aquesta carretera és la que permet enllaçar l'Alta Cerdanya amb el Conflent i el Rosselló. La D - 10 uneix la carretera anterior, a prop de Montlluís, amb la Cabanassa, la Perxa, Bolquera i Odelló. La D - 10f enllaça únicament les dues poblacions inici i final del seu trajecte. La D - 29 permet anar d'Eina a Odelló, tot passant per Vià, amb un tram on coincideix amb la carretera N - 116. Finalment, la D - 618 duu de Montlluís i la Cabanassa al Santuari de Font-romeu, Font-romeu, Odelló, Èduet, Targasona, Angostrina, Vilanova de les Escaldes i Ur.

### Transport públic col·lectiu
Font-romeu, Odelló i Vià gaudeix del servei de la línia 260 del transport col·lectiu departamental de Le bus à 1 €. A més, pot disposar també del TAD (Transport à la demande), com els altres pobles de la comarca. La línia 260 uneix Perpinyà amb la Cerdanya passant per Prada, fins on és directa des de la capital del Rosselló, Rià, Vilafranca de Conflent, Serdinyà, Oleta, Toès, Fontpedrosa, Fetges, Montlluís, Bolquera, Font-romeu, Èguet, Targasona, Angostrina, Vilanova de les Escaldes, Ur, Enveig, la Tor de Querol, la Cabanassa, Sallagosa, Er, Naüja, Oceja, la Guingueta d'Ix, Ur (fent un bucle a l'Alta Cerdanya), Enveig, la Tor de Querol, Porta i Portè. Aquesta línia circula de dilluns a dissabte amb quatre serveis diaris en direcció a la Cerdanya i cinc en direcció a Perpinyà, més un servei diari extra divendres i dissabte i tres serveis en cada direcció el diumenge.

### Ferrocarril
El Tren Groc, Vilafranca de Conflent - la Tor de Querol travessa el terme comunal de Font-romeu, Odelló i Vià, on es troba l'estació del nom de la comuna. És la línia 12 TER Llenguadoc Rosselló. Aquest tren entra en el terme de Font-romeu, Odelló i Vià procedent de l'Estació de Bolquera-Eina, indret on aquesta línia de ferrocarril arriba al seu punt de màxima altitud, a 1.592 m (és l'estació de ferrocarril situada més enlaire de tot l'estat francès en una línia de tren que no sigui de cremallera). L'entrada en el terme es produeix a la zona sud-est de la comuna, on comença un traçat molt sinuós, amb continus canvis de direcció i revolts molt tancats per tal d'anar davallant cap a la plana de la Cerdanya. Així, el seu pas per aquest terme es produeix entre els 1.568,6 m alt de l'entrada des de Bolquera fins als 1,449,6 de la seva sortida cap a Sallagosa. L'estació és a 1.533,1.

### Els camins del terme
Les vies de comunicació que enllacen el terme de Font-romeu, Odelló i Vià amb els pobles i terme veïns són el Camí o Travessa de la Bullosa, el Camí de Bolquera, el de Camprodon, el d'Èguet des de Vià, el d'Eina, el de Montlluís a Bajanda, el de Montlluís des d'Odelló, el de Sallagosa, el de Superbolquera, el Camí Vell de Bolquera, el Camí Vell de Sallagosa a Bolquera, la Carrerada, la Ruta de Bolquera, la de Montlluís, la de Pont de Bou, o d'Eina, la de Sallagosa, o N - 116 i la de Targasona. Esment a part mereix el Tren Groc. D'altra banda, els camins interns del terme propi són el de l'Ermitatge des d'Odelló, el de l'Ermitatge des de Vià, el de l'Aigua Calda, el de la Mola, el de la Plana, el de la Poule au Pot, el del Bosc de Ricaut, el del Carrer del Pi, el del Coll del Pam, el del Duc, el de les Carboneres, el de les Deveses del Prat Nou, o de Cortmussol, el de les Feixes, el de les Fontanilles, el de les Planes, el de l'Obac, el del Pla dels Baladres, el dels Esquists, el dels Traginers, el de Peiraficada, el de Podrollats, el de Sant Vicenç i la Carrerada de les Carboneres. Alguns d'aquests camins són en part desapareguts per la urbanització de Font-romeu.

## Activitats econòmiques
En l'actualitat, l'economia de Font-romeu, Odelló i Vià es basa en les activitats derivades dels esports d'hivern i d'estiu, així com de l'oci que se'n deriva. L'activitat tradicional, però, estava relacionada amb els recursos naturals: bosc i pastures, principalment.

## Història

### Prehistòria
En els entorns del Forn solar d'Odelló, a la partida del Castellàs, es van trobar hàbitats prehistòrics, datables al Neolític final i a l'Edat dels metalls.

### Edat contemporània
La comuna actual és el resultat de la inclusió el 1822 de la vella comuna de Vià en la d'Odelló; el 1900, Odelló canvià de nom, passant-se a denominar Odelló i Vià. Aquesta comuna l'any 1957 incorporà, encara, el nom de Font-romeu de manera que prengué el nom amb què es coneix avui dia: Font-romeu, Odelló i Vià.

## Demografia

### Demografia antiga
La població antiga dels antics termes d'Odelló i de Vià està detallada en els articles corresponents a aquests dos pobles i antigues comunes.

### Demografia contemporània
Només s'expressa aquí la demografia posterior al 1822; l'anterior es troba en els articles corresponents a Odelló i Vià.
| Evolució de la població |      |      |      |      |      |      |      |      |
| 1831                    | 1836 | 1841 | 1846 | 1851 | 1856 | 1861 | 1866 | 1872 |
| 480                     | 501  | 510  | 485  | 515  | 505  | 490  | 461  | 468  |

| 1876 | 1881 | 1886 | 1891 | 1896 | 1901 | 1906 | 1911 | 1921 |
| ---- | ---- | ---- | ---- | ---- | ---- | ---- | ---- | ---- |
| 476  | 469  | 448  | 430  | 243  | 441  | 465  | 451  | 405  |

| 1926 | 1931 | 1936  | 1946  | 1954  | 1962  | 1968  | 1975  | 1982  |
| ---- | ---- | ----- | ----- | ----- | ----- | ----- | ----- | ----- |
| 490  | 927  | 1.019 | 1.350 | 1.575 | 1.371 | 1.857 | 2.098 | 2.150 |

| 1990  | 1999  | 2005  | 2010  | 2015  | 2016  |
| ----- | ----- | ----- | ----- | ----- | ----- |
| 1.857 | 2.003 | 2.007 | 1.841 | 1.954 | 1.941 |

Fonts: Ldh/EHESS/Cassini fins al 1999, després INSEE a partir deL 2004

### Evolució de la població

Població 1962-2008

## Administració i política

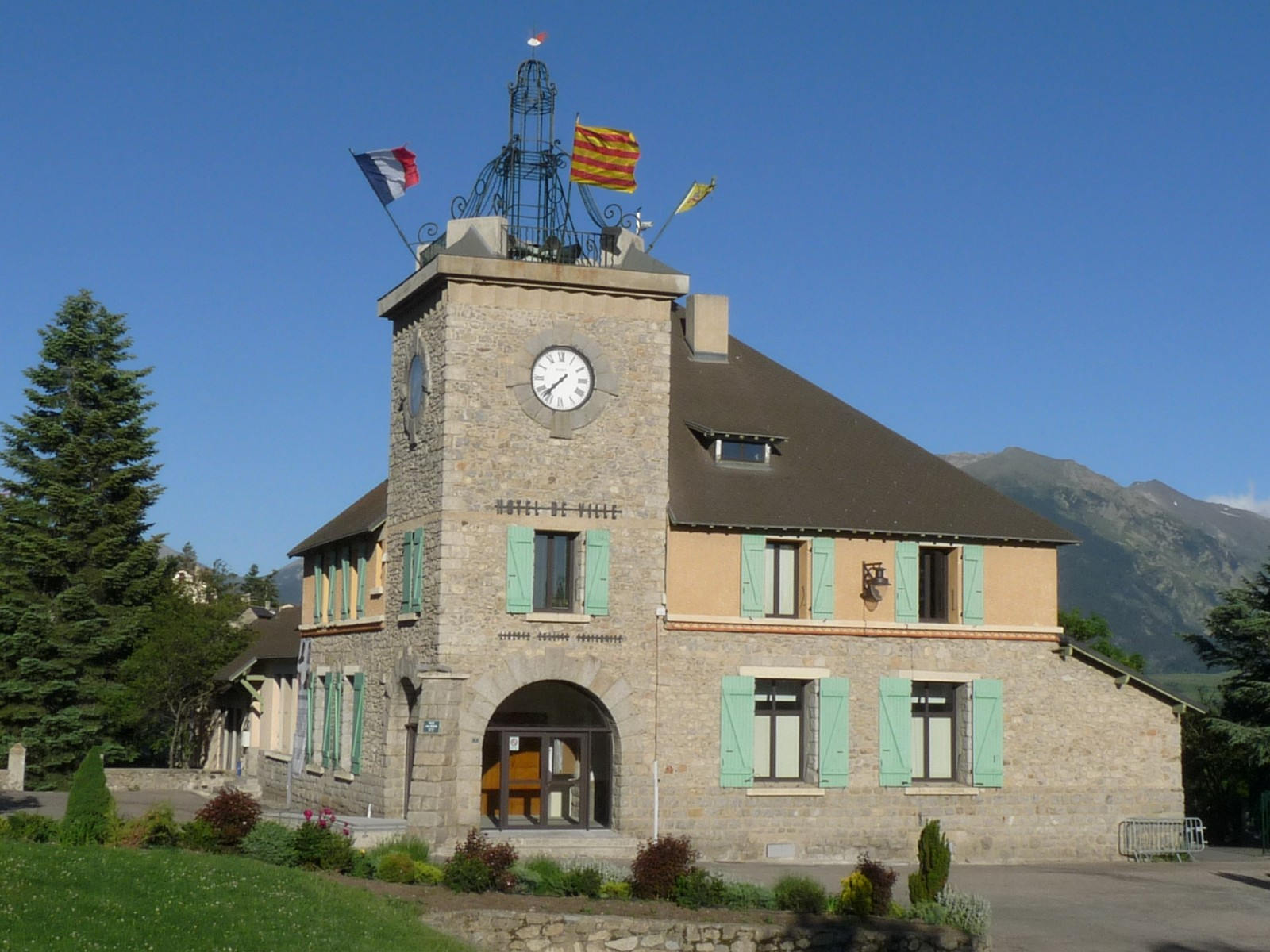
La Casa del Comú de Font-romeu, Odelló i Vià

### Batlles
| Alcalde            | Període                            |
| ------------------ | ---------------------------------- |
| Dominique Grau     | 1884 - 1902                        |
| Jacques Calvet     | 1902 - 1913                        |
| Antoine Bolfa      | 1913 - 1919                        |
| Antoine Soler      | 1919 - 1925                        |
| Jean Goze          | 1925 - 1929                        |
| Fernand Bouyonnet  | 1929 - 1941                        |
| Georges Mitjaville | 1941 - 1944                        |
| Jean-Robert Parès  | 1944 - Maig del 1945               |
| Jean Gommy         | Maig del 1945 - Febrer del 1946    |
| Augustin Puig      | Febrer del 1946 - Octubre del 1947 |
| Fernand Bouyonnet  | Octubre del 1947 - Maig del 1959   |
| Henri Touron       | Juliol del 1959 - Març del 1965    |
| René Chamayou      | Març del 1965 - Març del 1971      |
| François Caudine   | Maig del 1971 - Març del 1989      |
| Pierre Bosselut    | Març del 1989 - Març del 2008      |
| Jean-Louis Démelin | Març del 2008 - Moment actual      |

### Legislatura 2014 - 2020

#### Batlle
- Jean-Louis Démelin, batlle, President de la Comunitat de comunes.

#### Adjunts al batlle[12]
- 1r: Michel Sarran, deelegat d'urbanisme i obres
- 2n: Jean-Luc Carrere, delegat de finances i de turisme
- 3a: Marie-Jeanne Rivot, comissionada d'afers socials i gent gran
- 4a: Katell Matet, comissionada de joventut i educació
- 5a: Carole Breton, comissionada de comerç i artesania.

#### Consellers municipals
- Turenne Chausse, comissionat d'associacions
- Annick Baudchon, comissionada de PIJ
- Jean-Louis Sardà, comissionat de turisme
- Jean-Claude Co, comissionat d'aigua potable i sanejament
- Nicole Lesavre, comissionada del vilatge de Vià
- Yvette Iglesis, comissionada del vilatge d'Odelló
- Nathalie Luquiens, comissionada de relacions exteriors i d'agermanaments
- Bruno Robert comissionat de medi ambient
- Pascal Tissandier, comissionat de l'estació d'esquí i de restauració d'alçada
- Daniel Vergés
- Michel Riff
- Martine Piera
- Jean-Michel Latute, comissionat d'anuncis municipals.

### Adscripció cantonal

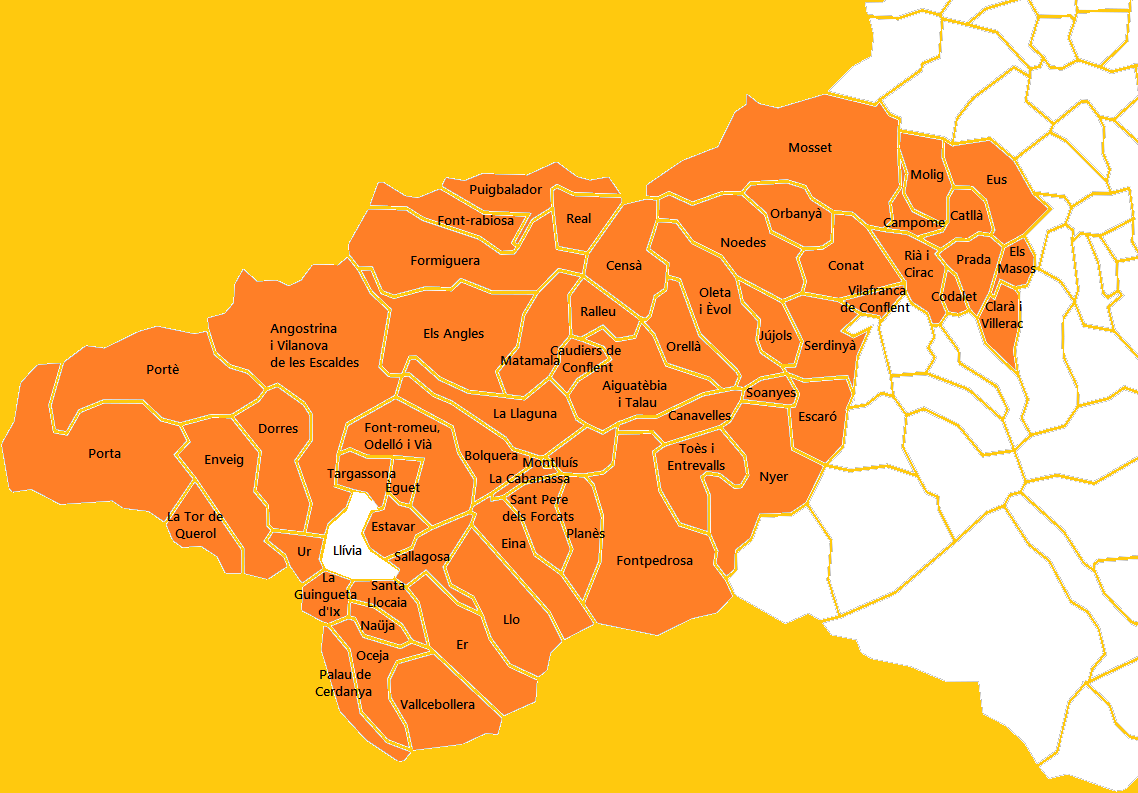
Mapa del Cantó dels Pirineus Catalans

A les eleccions cantonals del 2015 Bolquera ha estat inclòs en el cantó número 13, dels Pirineus Catalans, que inclou els pobles d'Angostrina i Vilanova de les Escaldes, Bolquera, Dorres, Èguet, Eina, Enveig, Er, Estavar, Font-romeu, Odelló i Vià, la Guingueta d'Ix, Llo, Naüja, Oceja, Palau de Cerdanya, Porta, Portè, Sallagosa, Santa Llocaia, Targasona, la Tor de Querol, Ur i Vallcebollera, de la comarca de l'Alta Cerdanya, els Angles, Font-rabiosa, Formiguera, Matamala, Puigbalador i Ral, de la del Capcir, i les viles de Montlluís, Prada i Vilafranca de Conflent i els pobles d'Aiguatèbia i Talau, la Cabanassa, Campome, Canavelles, Catllà, Caudiers de Conflent, Censà, Clarà i Villerac, Codalet, Conat, Escaró, Eus, Fontpedrosa, Jújols, la Llaguna, Els Masos, Molig, Mosset, Noedes, Nyer, Oleta i Èvol, Orbanyà, Orellà, Planès, Ralleu, Rià i Cirac, Sant Pere dels Forcats, Sautó, Serdinyà, Soanyes i Toès i Entrevalls, de la del Conflent, amb capitalitat a Prada. Són conselleres per aquest cantó Jean Castex i Hélène Josende, de la Unió de la Dreta.

### Serveis comunals mancomunats
Bolquera forma part de la Comunitat de comunes dels Pirineus Catalans, amb capitalitat a la Llaguna, juntament amb Aiguatèbia i Talau, els Angles, la Cabanassa, Caudiers de Conflent, Censà, Eina, Font-romeu, Odelló i Vià, Font-rabiosa, Formiguera, la Llaguna, Matamala, Montlluís, Planès, Puigbalador, Ralleu, Real, Sant Pere dels Forcats i Sautó.

## Llocs d'interès
- L'església de Santa Coloma de Vià
- L'església de Sant Martí d'Odelló
- L'ermitatge de Font-romeu

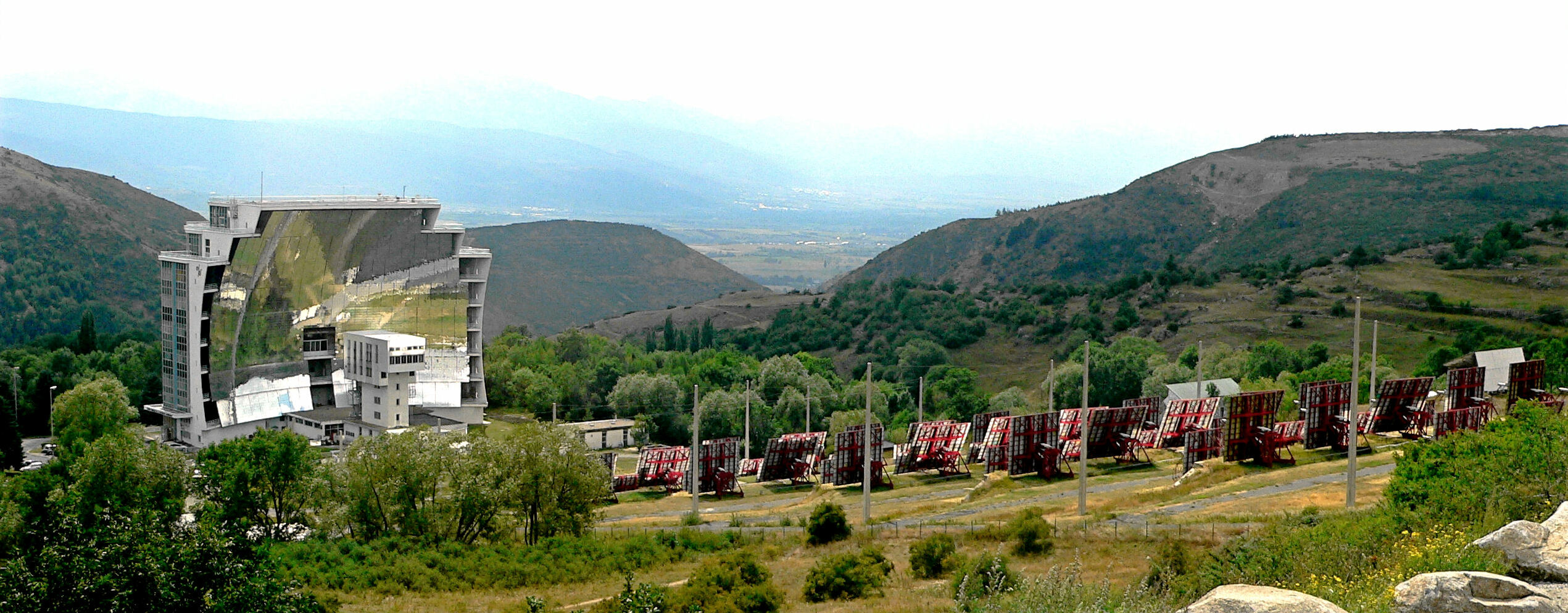
Forn solar d'Odelló

- El Forn solar d'Odelló, el més gran del món
- L'Estació d'esquí de Font-romeu, l'estació d'esquí més antiga dels Pirineus
- L'Arborètum de Font-romeu